# Karel Čipera
Karel Čipera (9. října 1899, Smíchov – 22. června 1981) byl český fotbalista, záložník, československý reprezentant.

## Sportovní kariéra
Za československou reprezentaci odehrál 17 utkání v období let 1924 až 1932. Trojnásobný mistr Československa, a to v letech 1929, 1930 a 1931, vždy se Slavií Praha. Hrál dobře pozičně a spolehlivě. Hrál také za tým ČAFC Praha. a krátce (červen – prosinec 1922) za SK Židenice. Při své reprezentační premiéře v Jugoslávii nastoupil v záložní řadě po boku dvou Žideničáků Josefa Kuchaře a Antonína Carvana. V nejvyšší soutěži odehrál 72 utkání, vsítil 14 branek.